# Onze-Lieve-Vrouw Onbevlekt Ontvangenkerk (Rijckholt)
De O.L. Vrouw Onbevlekt Ontvangen is een kerkgebouw en klooster in Rijckholt, in de Nederlands Zuid-Limburgse gemeente Eijsden-Margraten. Ze bevindt zich in het dorp aan de doorgaande weg (de Rijksweg) van Gronsveld naar Oost-Maarland. Ten noordoosten van Rijckholt staat de Onze-Lieve-Vrouw-van-Toevluchtkapel die met het 75-jarig bestaan van de Dominicanen in Rijckholt werd gebouwd.
De kerk is gewijd aan de Onbevlekte Ontvangenis van Maria.

## Geschiedenis
In 1880 kondigde de Franse regering enige anti-klerikale wetten af, waarop religieuzen het land verlieten. Zo was er ook een groep Franse Dominicanen die zich in Rijckholt vestigden. In 1882 werd er een stuk grond met de naam Bongaerdsweide gekocht van 1,75 hectare. Hier werd er een eenvoudig klooster met een kapel gebouwd. In de jaren die volgden werd het klooster verder uitgebreid. De inwoners van Rijckholt hadden met deze kapel het voordeel dat ze niet iedere dag naar Gronsveld hoefden, maar in de kapel van het klooster de H. Mis konden bijwonen. In het priesterkoor zaten dan de paters en broeders en in het achterste gedeelte van de kapel de inwoners van het dorp. Tevens werd er een school gevestigd, met als gevolg dat er verschillende jongeren uit de omgeving intraden in de kloosterorde.
In 1894 was de situatie in Frankrijk weer verbeterd. Men koos er echter voor om voor een periode van zes jaar naar Sherman Park bij New York in de Verenigde Staten te gaan om zo de dienstplicht te ontwijken. In Rijckholt bleven slechts enkele paters en broeders achter.
In 1903 kwam er in Frankrijk wederom een golf van antiklerikalisme, met als gevolg dat de Dominicanen met hun studenten weer naar Rijckholt kwamen. Tevens werd er dat jaar de kapel voor de Rijckholtenaren uitgebreid.
In 1921 werden er twee zijbeuken aangebouwd.
Na de Eerste Wereldoorlog werd de relatie met religieuzen in Frankrijk anders, met als gevolg dat in 1928 de novicen en in 1932 de fraters (studenten) naar Frankrijk vertrokken om zich daar definitief te vestigen met het klooster in Rijckholt achterlatende. Er bleven vier paters en een broeder achter om de kerk en het klooster te verzorgen en het klooster werd van studiehuis een apostolaathuis. In de jaren erna zijn er weer paters en broeders bijgekomen.
In de periode november 1942 tot augustus 1948 was het klooster een schippersinternaat, onder leiding van de broeders, met een school met 75 tot 150 kinderen. In de jaren die volgden werd het klooster voor verschillende opvang gebruikt.
In 1953 is het klooster overgegaan naar de Nederlandse provincie van de Dominicanen, waarbij Pater L. Teeuwen overste werd. De overste liet de kerk grondig restaureren/moderniseren, waarbij de midden in de kerk staande triomfboog verdween, de beschilderde veelkleurige muren werden effen grijs, het priesterkoor werd verhoogd en er werden nieuwe kruiswegstaties opgehangen van de hand van beeldhouwer Jacques Maris.
Op 11 maart 1956 werd de kloosterkapel een rectoraatskerk en werd Rijckholt een eigen rectoraat.
In 1953 werd de voormalige refter omgevormd tot lokaliteit voor de plaatselijke jeugd.
Eind 1979 verlieten de Dominicanen het klooster in Rijckholt definitief. Daarbij werd het klooster aan de gemeente Gronsveld verkocht en de kerk bleef eigendom van het rectoraat. Een klein gedeelte van het klooster werd omgebouwd tot rectorswoning, sacristie en dagkapel. Verder werd het hele klooster afgebroken op de kerk en het jeugdlokaal na. Het jeugdlokaal is nu omgebouwd tot een Bed and Breakfast faciliteit.
In juni 2009 maakte het Bisdom Roermond bekend dat de kerk van Rijckholt gesloten gaat worden vanwege het geringe aantal kerkgangers. Het kerkbestuur wist dit te verhinderen waardoor de kerk nog steeds open is. Wel zal de kerk grondig worden gerenoveerd.

## Bouwwerk
Het kerkgebouw bestaat uit een laag, langgerekte eenbeukige kerk, met enkele zijkapellen, maar zonder toren. Aangebouwd aan de kerk is een deel van het voormalige kloostergebouw.

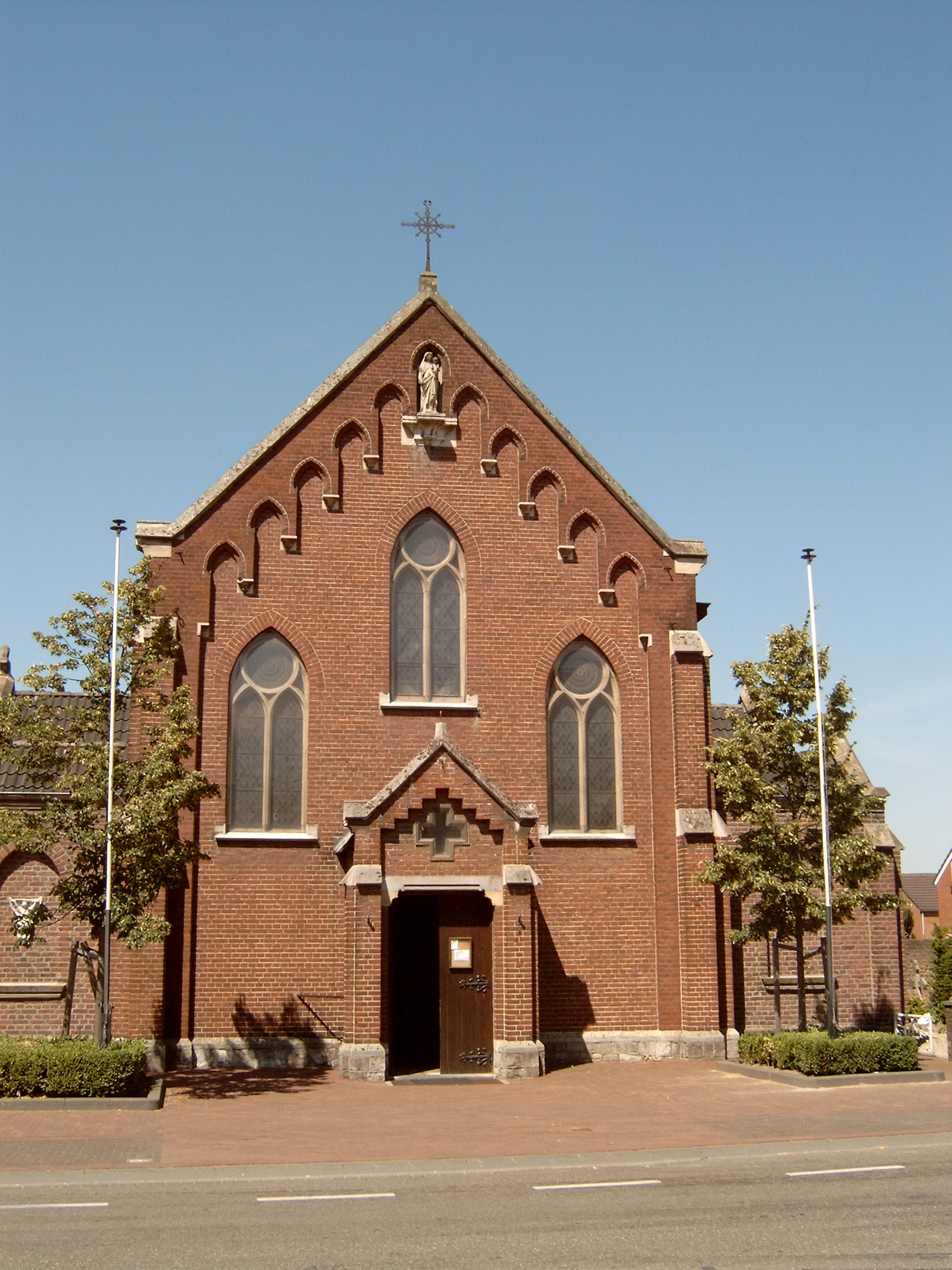
Voorgevel
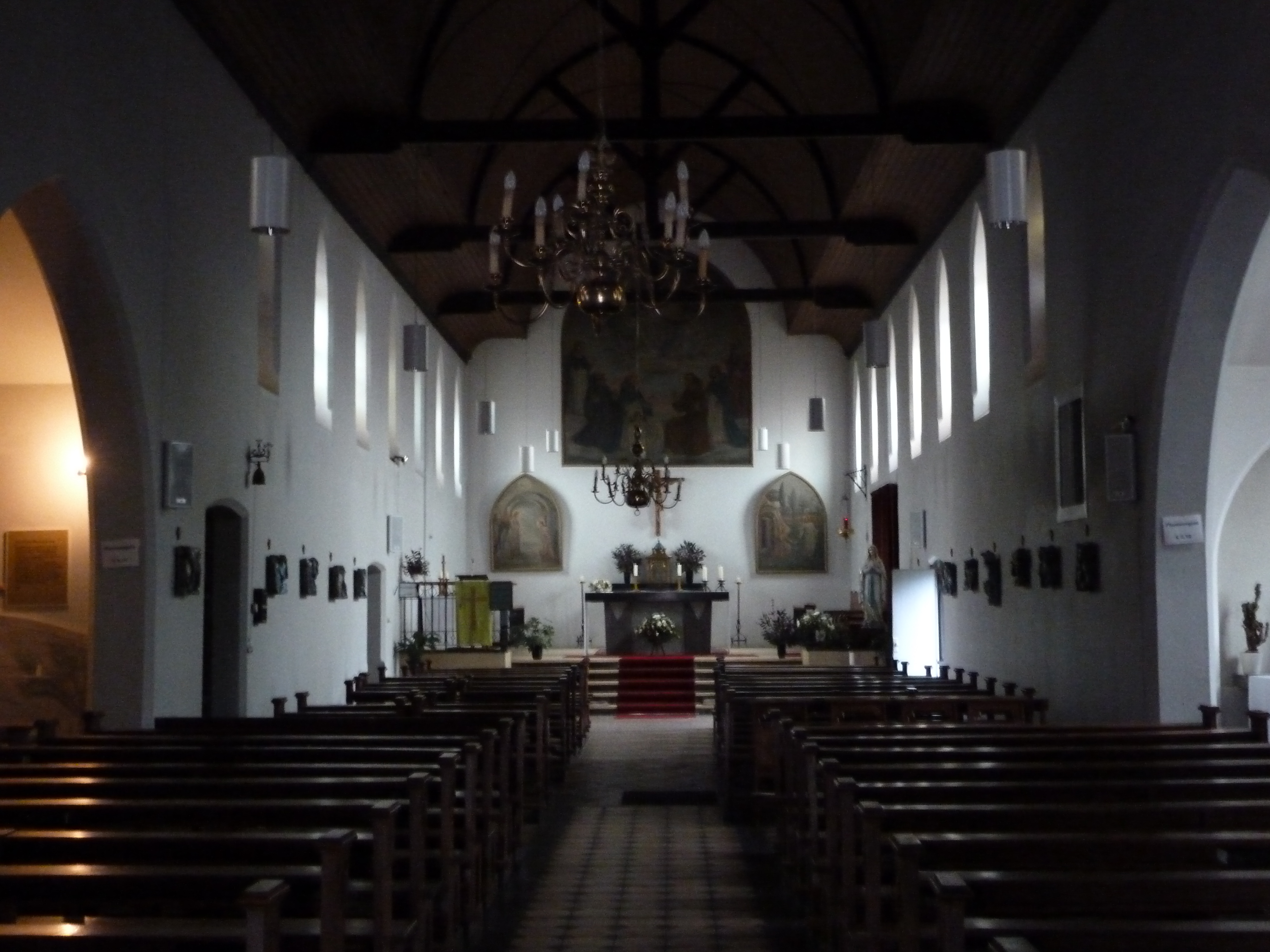
Interieur
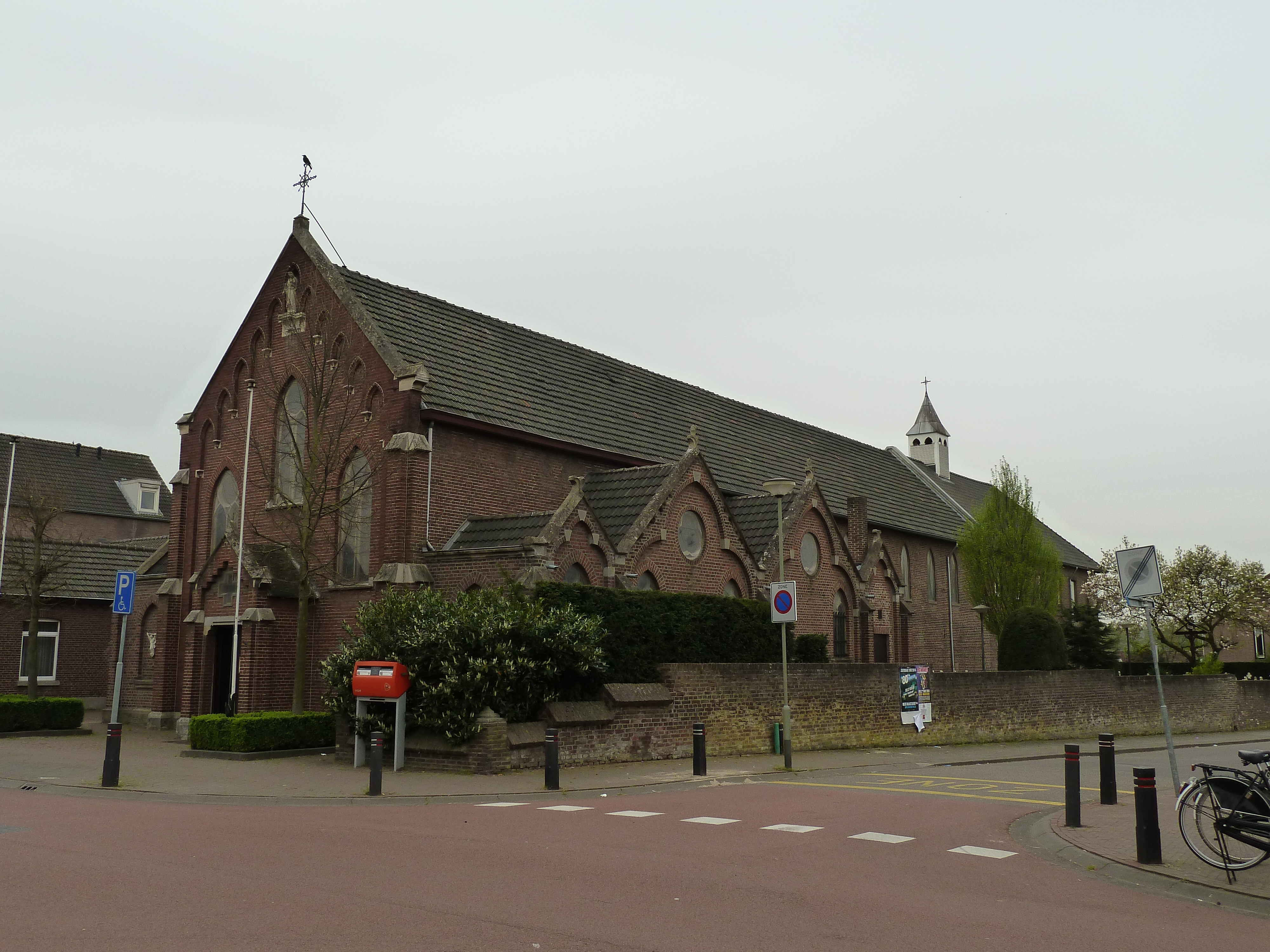